# 韓国レコード産業協会
韓国レコード産業協会（かんこくレコードさんぎょうきょうかい、朝鮮語: 한국음반산업협회, 韓國音盤産業協會）は、レコード製作者の権益保護、レコード製作者の音盤に関する著作隣接権の信託管理を目的として、2001年11月17日に設立された韓国の文化体育観光部所管の社団法人である。

## 主な事業
- レコード製作者の著作隣接権の信託管理
- レコード製作者の販売用レコード、放送補償金の徴収分配
- レコード製作者の販売用レコードのデジタル音声送信補償金業務
- レコード製作者の権益保護と著作隣接権についての調査研究